# KLF3
KLF3 (англ. Kruppel like factor 3) – білок, який кодується однойменним геном, розташованим у людей на короткому плечі 4-ї хромосоми.  Довжина поліпептидного ланцюга білка становить 345 амінокислот, а молекулярна маса — 38 829.
| 10         |  | 20         |  | 30         |  | 40         |  | 50         |
| ---------- |  | ---------- |  | ---------- |  | ---------- |  | ---------- |
| MLMFDPVPVK |  | QEAMDPVSVS |  | YPSNYMESMK |  | PNKYGVIYST |  | PLPEKFFQTP |
| EGLSHGIQME |  | PVDLTVNKRS |  | SPPSAGNSPS |  | SLKFPSSHRR |  | ASPGLSMPSS |
| SPPIKKYSPP |  | SPGVQPFGVP |  | LSMPPVMAAA |  | LSRHGIRSPG |  | ILPVIQPVVV |
| QPVPFMYTSH |  | LQQPLMVSLS |  | EEMENSSSSM |  | QVPVIESYEK |  | PISQKKIKIE |
| PGIEPQRTDY |  | YPEEMSPPLM |  | NSVSPPQALL |  | QENHPSVIVQ |  | PGKRPLPVES |
| PDTQRKRRIH |  | RCDYDGCNKV |  | YTKSSHLKAH |  | RRTHTGEKPY |  | KCTWEGCTWK |
| FARSDELTRH |  | FRKHTGIKPF |  | QCPDCDRSFS |  | RSDHLALHRK |  | RHMLV      |

A: Аланін

C: Цистеїн

D: Аспарагінова кислота

E: Глутамінова кислота

F: Фенілаланін

G: Гліцин

H: Гістидин

I: Ізолейцин

K: Лізин

L: Лейцин

M: Метіонін

N: Аспарагін

P: Пролін

Q: Глутамін

R: Аргінін

S: Серин

T: Треонін

V: Валін

W: Триптофан

Кодований геном білок за функціями належить до репресорів, активаторів, фосфопротеїнів. 
Задіяний у таких біологічних процесах як транскрипція, регуляція транскрипції, поліморфізм, альтернативний сплайсинг. 
Білок має сайт для зв'язування з іонами металів, іоном цинку, ДНК. 
Локалізований у ядрі.